# Filly Films
Filly Films est une société américaine de production de films pornographiques située à Chatsworth en Californie.
Elle ne produit que des films de sexe lesbien et ses films sont distribués par la société Combat Zone.

## Histoire
La société a été fondée en 2011 par Dion Giarrusso.

## Vidéothèque sélective
- 2011 : Celeste Star's The Teen Hunter
- 2011 : Dani Daniels' The Yoga Instructor
- 2011 : Hard Working Girls
- 2011 : Lesbian Cheerleaders
- 2011 : Lesbian Stepsisters 1
- 2011 : Lily Cade's Live Nerd Girls
- 2011 : MILF Masseuse
- 2011 : No Boys No Toys
- 2011 : Scent of a Woman
- 2011 : Seduced by Mommy 1
- 2011 : Spin the Bottle
- 2012 : 50 Shades of Dylan Ryan
- 2012 : Annabelle Lee's Lesbian Lawyers
- 2012 : Cytherea Is a Lesbian Squirt Machine
- 2012 : Dani Daniels' Fantasy Girls
- 2012 : Fifty Shades of Grey: Lesbian Edition
- 2012 : Girl Eat Girl
- 2012 : Here Cums The Bride
- 2012 : Horny Lesbian Sisters
- 2012 : Karlie Montana's Finding The L In Love
- 2012 : Lesbian Ass Worship 2
- 2012 : Lesbian Cougars On The Hunt
- 2012 : Lesbian Stepsisters 2
- 2012 : Lily Cade's Eat My Lesbian Ass
- 2012 : Lily Cade's Strap It On
- 2012 : MILFshakes
- 2012 : Mommy and Me 3
- 2012 : No Boys No Toys 2
- 2012 : Seduced by Mommy 3
- 2012 : Sinn Sage's A-Cup Lesbians
- 2012 : Sweaty Lesbian Workout
- 2012 : Tanya Tate's Tea and Muffin Party
- 2012 : Tara Loves Shyla
- 2012 : Taylor Vixen's House Rules, Sorority Edition
- 2013 : Best Friends 1
- 2013 : Horny Lesbian Sisters 2
- 2013 : Kissing Cousins
- 2013 : Lesbians In The Wild
- 2013 : Lily Cade's Lesbian Lock-Up
- 2013 : Many Shades of Juliette March
- 2013 : Mermaids And Unicorns
- 2013 : Mommy and Me 5
- 2013 : Real L Word XXX: NYC Edition
- 2013 : Real L Word XXX: San Francisco
- 2013 : Seduced by Mommy 6
- 2013 : Visions of a Woman
- 2014 : Amateur Lesbian Auditions
- 2014 : Best Friends 3
- 2014 : Between the Headlines: A Lesbian Porn Parody
- 2014 : Kissing Cousins 3
- 2014 : Lesbian Family Affair
- 2014 : Lesbian Fetish Show
- 2014 : Lesbian First Dates
- 2014 : Lesbian Pussy Worship
- 2014 : Lesbian Rehab
- 2014 : Lesbian Strap-On Fantasies: Roommates with Benefits
- 2014 : Lesbians Go Downtown Los Angeles
- 2014 : Mommy and Me 9
- 2014 : Seduced by Mommy 8
- 2014 : Sexy Brazilian Lesbian Workout
- 2014 : Shirt And Tie Lesbians
- 2014 : Turning Girls Out
- 2015 : Babes in Toyland
- 2015 : Coming Together
- 2015 : Fuck The Police
- 2015 : Lesbian Couch Crashers
- 2015 : Lesbian Family Affair 3
- 2015 : Lesbian Lust and Basketball
- 2015 : Lesbian Vacation
- 2015 : Licking Lesbians
- 2015 : Mommy and Me 11
- 2015 : Seduced by Mommy 10
- 2015 : Shirt And Tie Lesbians 2
- 2015 : Sloppy Lesbian Kisses
- 2015 : Teen Lesbian Fantasies
- 2016 : Evil Lesbian Stepmother
- 2016 : Girls Tale
- 2016 : Horny Lesbian Sisters 3
- 2016 : How I Love My Sister
- 2016 : It's All Pink Inside
- 2016 : Lesbian Group Fuck Fest
- 2016 : Lezzz Be Roommates
- 2016 : Mommy and Me 13
- 2016 : Seduced by Mommy 12
- 2016 : Shy Love's Wet
- 2016 : Turning Girls Out 2: Wifed Up
- 2017 : Club Filly
- 2017 : Dana DeArmond Gang Fucks Sorority Girls
- 2017 : Filthy Rich Lesbians
- 2017 : I Love My Lesbian Stepsister
- 2017 : Kissing Cousins 4
- 2017 : Lesbian Anal Virgins
- 2017 : Lesbian Bush Babes
- 2017 : Lesbian Family Affair 4
- 2017 : Lesbian Office Romance
- 2017 : Lesbian Road Trip
- 2017 : Lesbian Yoga Retreat
- 2017 : Lesbians in the Kitchen
- 2017 : Lily Cade's Dirty Picture
- 2017 : My First Black Girlfriend
- 2017 : Nikki Hearts and Raven Leigh's Real Fucking Lesbians: Coast to Coast
- 2017 : Pussy Love
- 2017 : Relax, She's My Stepmom
- 2017 : Seduced By Mommy 14
- 2017 : Strap It On 2

## Récompenses et nominations

### XBIZ Award
| Year | Category                    | Movie                                        | Scène                          | Result    |
| ---- | --------------------------- | -------------------------------------------- | ------------------------------ | --------- |
| 2013 | Best Scene - All-Girl       | Taylor Vixen's House Rules, Sorority Edition | Emily Addison and Taylor Vixen | Nominated |
| 2013 | New Studio of the Year      |                                              |                                | Nominated |
| 2012 | All-Girl Series of the Year | Seduced By Mommy                             |                                | Nominated |

### AVN Award
| Year | Category                              | Movie                          | Result    |
| ---- | ------------------------------------- | ------------------------------ | --------- |
| 2013 | Best Older Woman/Younger Girl Release | Tanya Tate's The MILF Masseuse | Nominated |
| 2013 | Best All Girl Release                 | Butches And Babes              | Nominated |
| 2012 | Best All Girl Release                 | Lesbian Ass Worship            | Nominated |
| 2012 | Best New Line                         | Filly Films                    | Nominated |

## Personnalités

### Actrices produites
Ci-dessous, quelques-unes des actrices les plus connues :
- Aaliyah Love
- Abigail Mac
- Adriana Chechik
- Aiden Ashley
- Aiden Starr
- Alexis Fawx
- Alyssa Reece
- Ana Foxxx
- Ash Hollywood
- August Ames
- Ava Addams
- Bree Daniels
- Brett Rossi
- Briana Banks
- Carter Cruise
- Celeste Star
- Charlotte Stokely
- Cherie DeVille
- Dana DeArmond
- Dana Vespoli
- Dani Daniels
- Dani Jensen
- Elexis Monroe
- Eufrat
- Francesca Le
- Georgia Jones
- Gracie Glam
- Heather Starlet
- Inari Vachs
- India Summer
- Isis Love
- Janet Mason
- Jayme Langford
- Jelena Jensen
- Jenna Sativa
- Jessa Rhodes
- Jessica Bangkok
- Julia Ann
- Justine Joli
- Karlie Montana
- Keisha Grey
- Kendra Lust
- Lily Carter
- Lily LaBeau
- Lorelei Lee
- Madison Young
- Magdalene St. Michaels
- Melissa Jacobs
- Melissa Monet
- Mia Malkova
- Michelle Lay
- Misty Stone
- Nadia Styles
- Natasha Nice
- Nicki Hunter
- Nina Hartley
- Raven Rockette
- Raylene
- Riley Reid
- Ryan Keely
- Samantha Ryan
- Sara Luvv
- Shy Love
- Shyla Jennings
- Sinn Sage
- Skin Diamond
- Syd Blakovich
- Tanya Tate
- Tara Lynn Foxx
- Taylor Vixen
- Trinity St. Clair
- Val Dodds
- Veronica Avluv
- Vicki Chase
- Whitney Westgate
- Zoe Voss
- Zoey Holloway